# Аборигены Тайваня

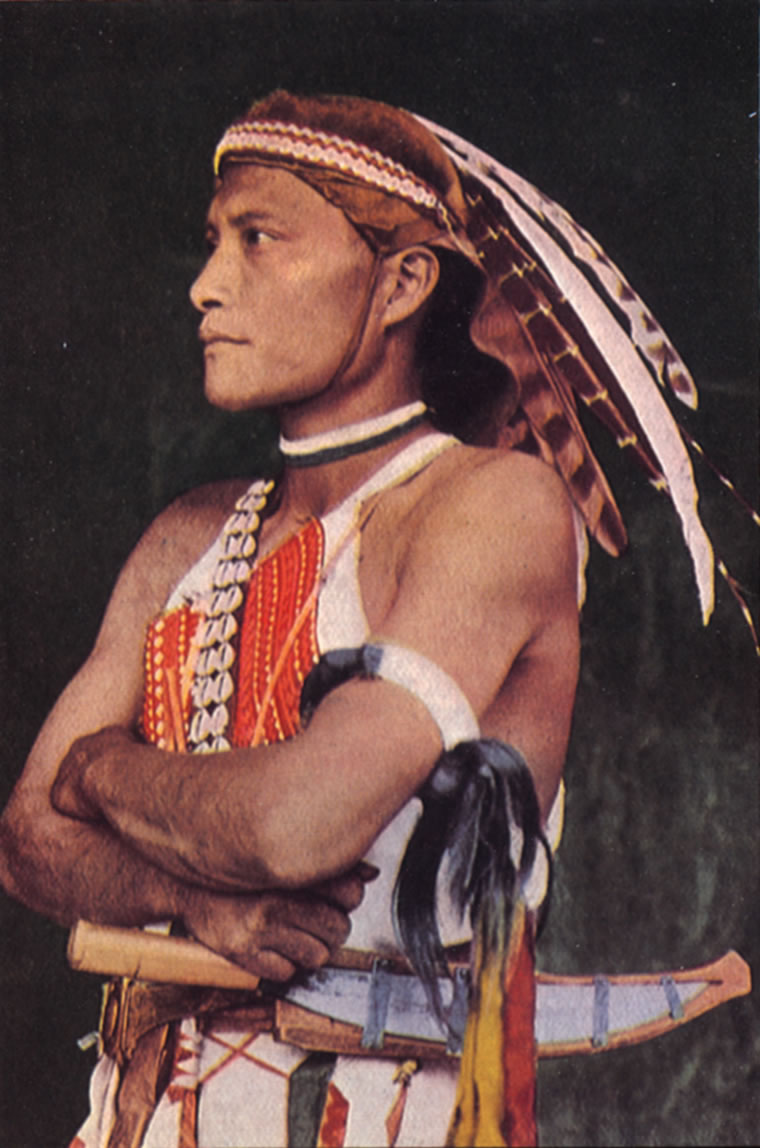
Юноша народа цоу в традиционном костюме. Период японского правления (1895—1945)

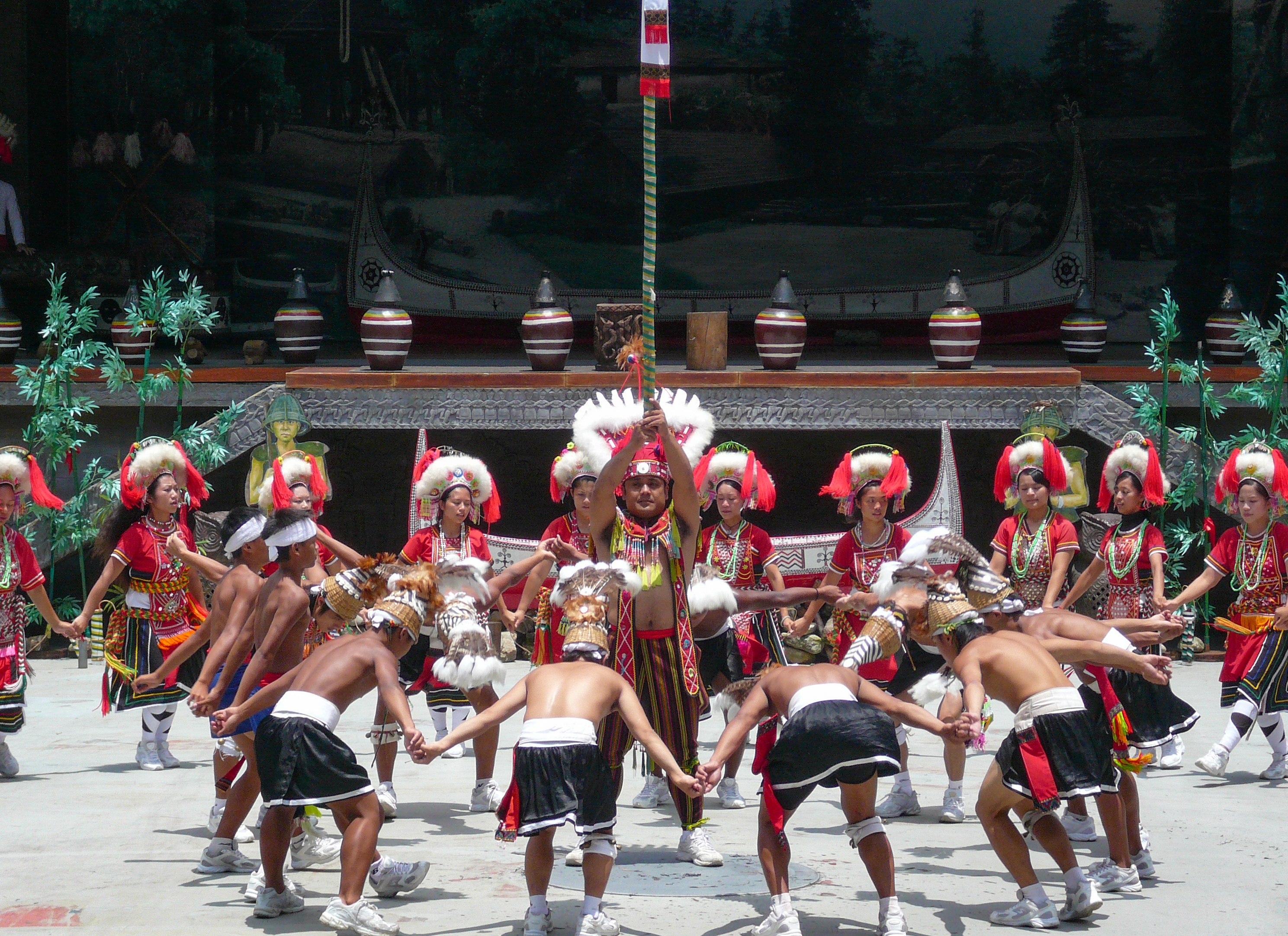
Аборигены Тайваня народа амис в традиционных костюмах

Абориге́ны Тайва́ня (кит. 原住民, пиньинь yuánzhùmín, палл. юаньчжуминь; хокло goân-chū-bîn — «аборигены»; ранее хуань-а — «варвары») — группа народов на Тайване, составляющих коренное австронезийское население. Аборигены восточного Тайваня широко известны под названием гаоша́нь (кит. упр. 高山族, пиньинь gāoshānzú, палл. гаошаньцзу — «горный народ»), они составляют большинство аборигенного населения. Общая численность — 543 661 человек (2015), 576 792 человека (2020).
Коренные народы Тайваня, имеющие австронезийские корни, живут на острове тысячелетиями. Согласно новейшим статистическим данным (2019), общая численность 16 официально признаваемых правительством аборигенных этнических групп составляет около 560 000, то есть их доля во всём населении страны, насчитывающем приблизительно 23,5 миллиона, составляет 2,3 %.

## Происхождение
Горные племена говорят на тайваньских языках австронезийской семьи и по-китайски; равнинные полностью перешли на китайский. Из китайских диалектов распространено в основном тайваньское наречие южно-миньского языка (диалекта), кроме сайсият (говорят на китайском языке-диалекте хакка). Частично также владеют литературным китайским языком. Старшее поколение (ходившее в школу до 1945) обычно владеет японским (часто лучше, чем китайским).

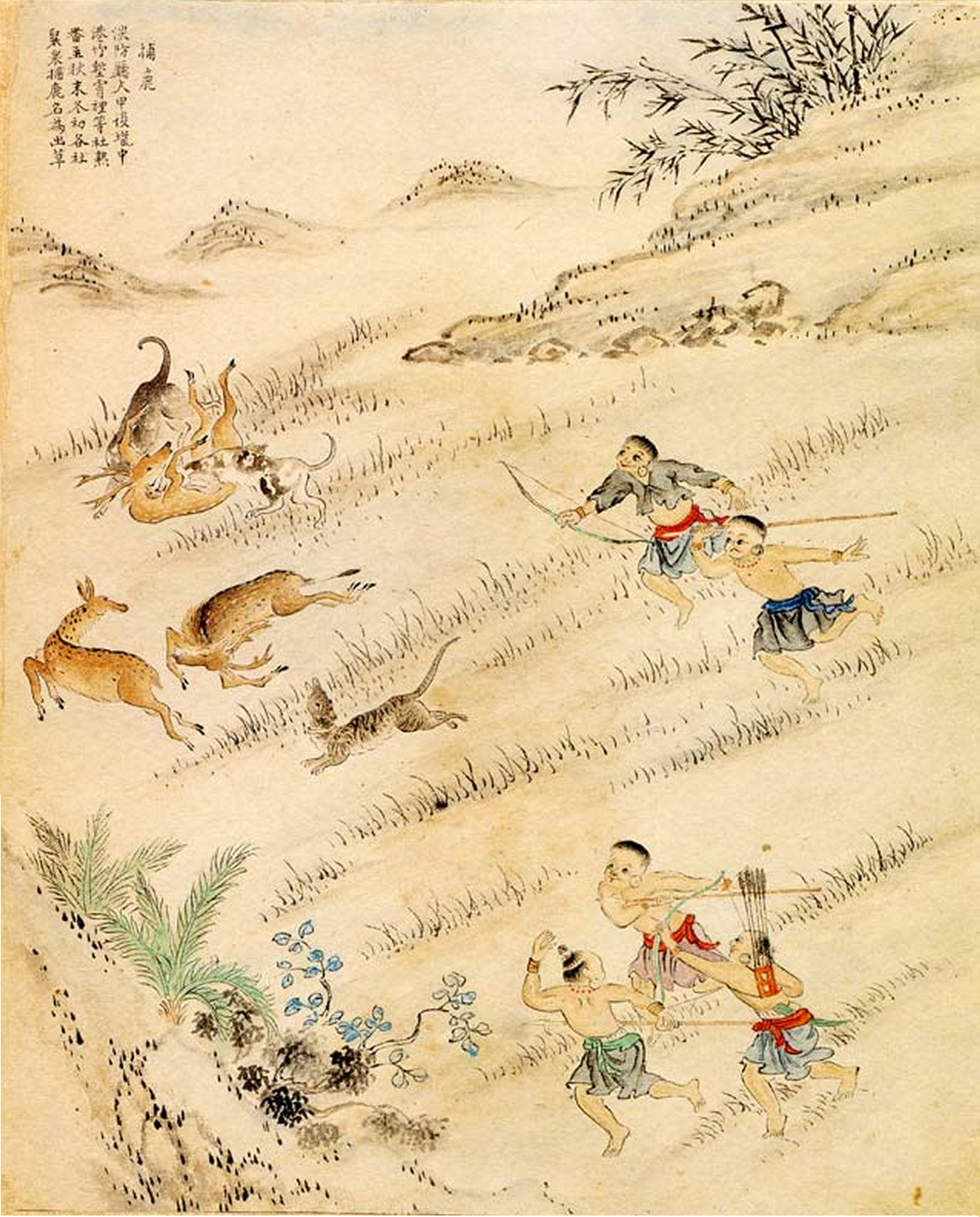
Аборигены Тайваня охотятся на оленей. Неизвестный автор, 1746 год

## Вероисповедание
По религии в основном протестанты и католики, сохраняются традиционные верования.

## Состав

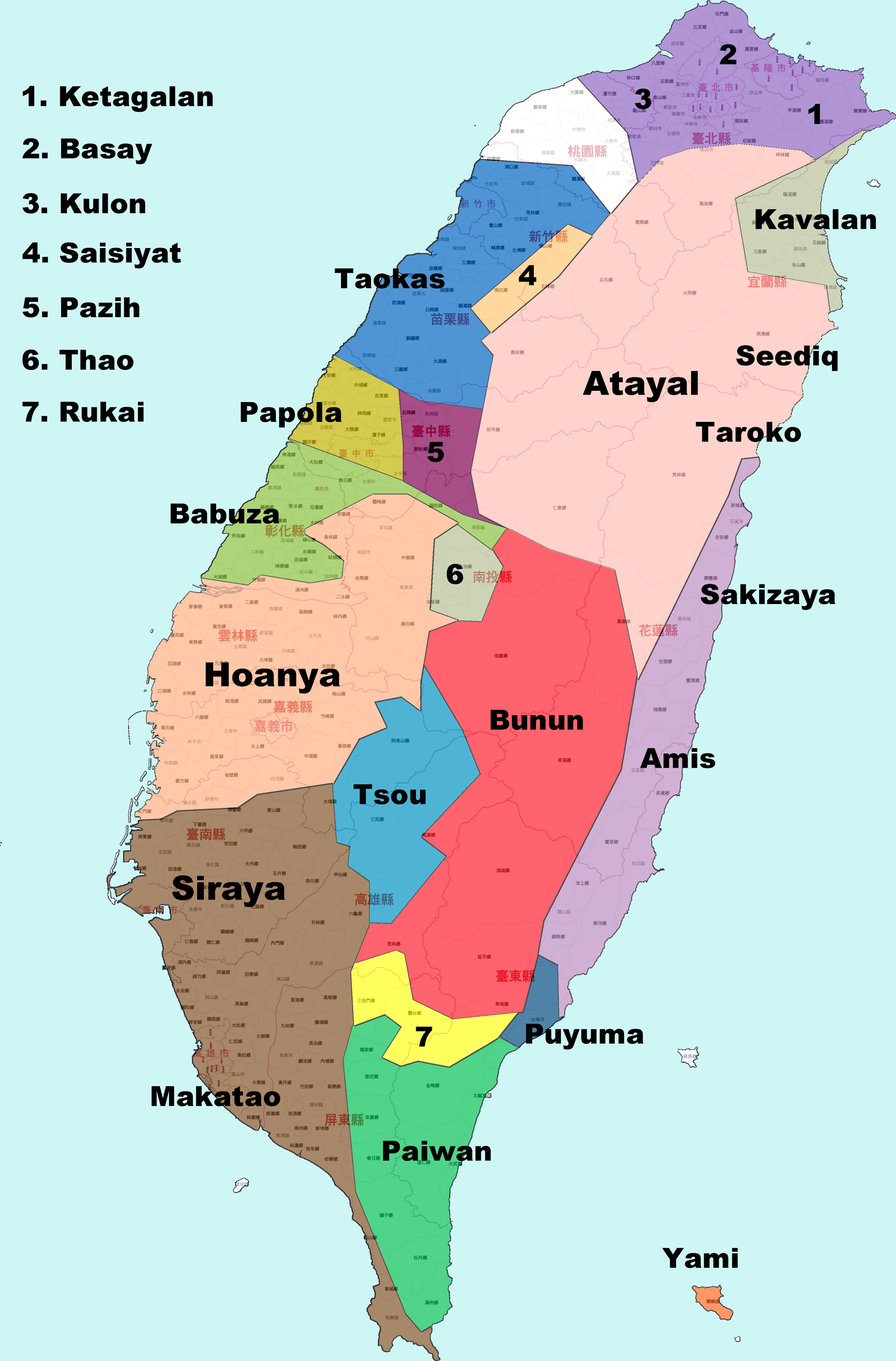
Карта первоначального расселения коренных народов Тайваня

Основным является деление на равнинные и горные племена. Равнинные аборигены (кит. пинпу, пепо), встречающиеся на западе и севере острова, сильно китаизированы, практически полностью перешли на китайский язык и как правило официально не признаны в качестве аборигенных народов. Горцы (собственно гаошань, гэсэнь), живущие в горах в центре и на юге и на восточных равнинах, в значительной степени сохранили оригинальную культуру и языки, и в большинстве признаны правительством в качестве отдельных этнических групп.
К равнинным племенам относятся (с юга на север):
- сирая (включая макатао и тайвоан)
- хоанья (включая льоа и арикун)
- бабуза (200 чел.)
- папора
- пазех (1 чел., говорящий на языке пазех)
- таокас
- кетангалан (люйлан)
- басаи (включая каукаут и тробиаван)
- кавалан (кабаран; 1460 чел.).

Горные племена включают (с севера на юг):
- сайсият (4,8 тыс. чел.)
- атаял (93 тыс. чел)
- труку (тароко или седек, 27,8 тыс. чел.)
- тхао (300 чел.)
- цоу (6,7 тыс. чел.)
- канаканаву (250 чел.)
- хла'алуа (370 чел.)
- бунун (38,0 тыс. чел.)
- рукаи (13,6 тыс. чел.)
- амис (панцах, 215 тыс. чел.)
- пуюма (14,7 тыс. чел.)
- пайвань (80,5 тыс. чел.).

Официально к гаошань относятся также ями (или тао) (3 тыс. чел.), живущие на небольшом острове Ланьюй к юго-востоку от Тайваня и говорящие на австронезийском языке тао, близком к распространённым южнее филиппинским языкам.

## Традиционная культура
Гаошань — потомки древнейшего населения Тайваня. Традиционное занятия у женщин — подсечно-огневое террасное поливное земледелие (рис, просо, таро, батат). У мужчин — охота (преобладает коллективная охота на оленей; оружие — лук, копьё, ловушки) и рыболовство. Ремёсла — ткачество, гончарство, обработка дерева, бамбука. Животноводство развито слабо.
На равнинах поселения обносились изгородью из бамбука со сторожевой башней. На юге известны крупные центральные посёлки (до 1500 чел.). Были известны свайные жилища (у сирая), полуземлянки, выкопанные в склонах гор (у атаял) и пещеры с навесом перед входом (у паиван).
Одежда — из шкур, пеньки и хлопчатобумажной ткани: набедренная повязка и короткая куртка у мужчин, юбка, нагрудник и накидка (девушки драпируют её вокруг тела, женщины носят в ней детей за спиной) — у женщин. До конца XX века практиковались подпиливание зубов, татуировка у совершеннолетних мужчин и замужних женщин.
Общины, владеющие землёй (с регулярными переделами) и охотничьими угодьями, состояли из родственных групп (от 20-30 до 200 чел.), возглавлялись выборными старейшинами. У равнинных народов известны женщины-старейшины, матрилинейное наследование и матрилокальный брак.
До конца XIX века бытовали кровная месть и охота за головами. Известны отработки за жену и умыкание (у паиван). У атаял и амис юноша, чтобы вступить в брак, должен был отличиться на охоте, у амис и паиван существовали дома для юношей. Сохраняются культы духов и предков, в фольклоре прослеживаются связи с индонезийскими и океанийскими мифами. Сохранились баллады, сказки, гимны предкам, трудовые, охотничьи, погребальные песни, песни для работы.
Свыше 30 % живут в городах. На Тайване создан Комитет по делам аборигенных народов (КДАН) Исполнительного Юаня КР (Тайвань).

## История

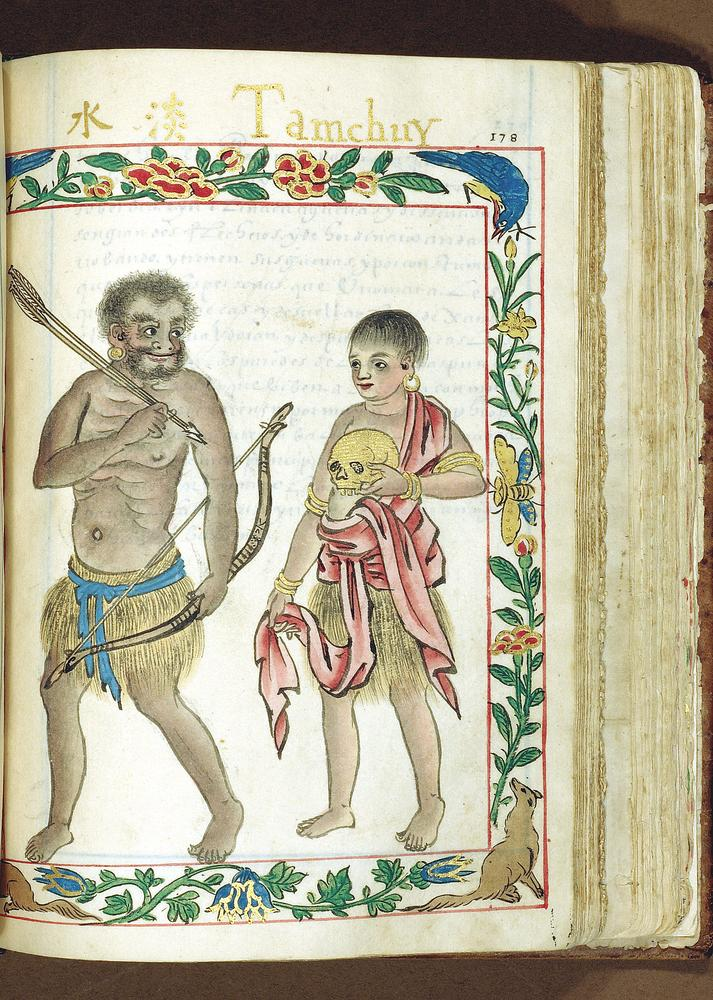
Аборигены Тайваня. Миниатюра «Кодекса [Чарльза] Боксера» (1590)

### Доколониальная история
По археологическим данным человек населял Тайвань по меньшей мере в 8000 году до н. э. Тайвань был прародиной австронезийских языков, распространённых от Мадагаскара до Гавайев. До прихода европейцев на Тайвань на острове жило большое количество аборигенных племён, говоривших на тайваньских языках, которые активно контактировали друг с другом.

### Голландская и испанская колонизации

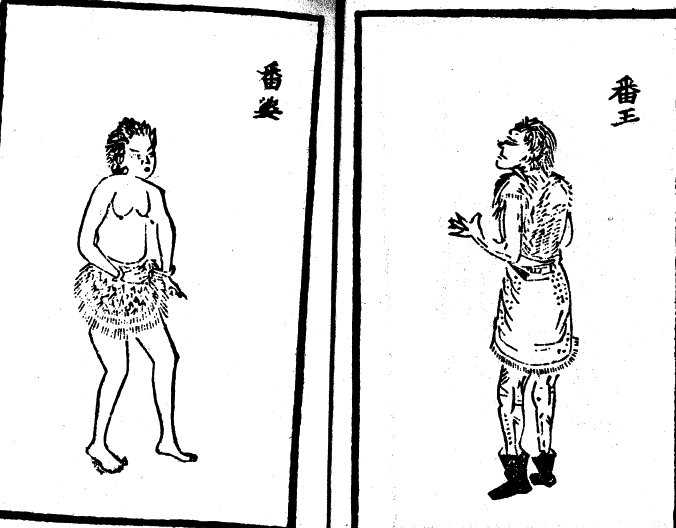
Китайская гравюра 1895 г., изображающая вождя аборигенов (番王) и женщину из племени (番婆)

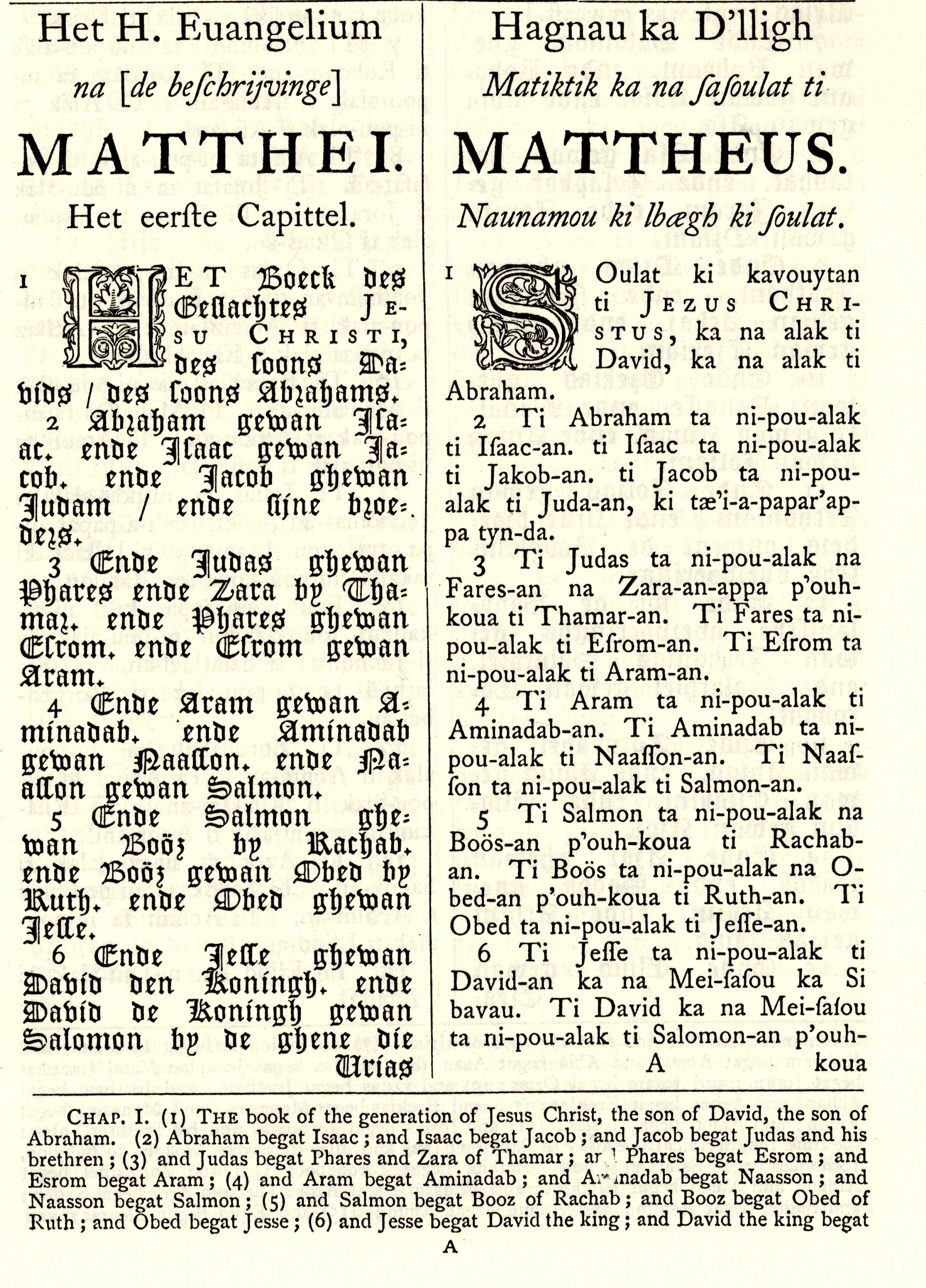
Фрагмент евангелия на синьганском и голландском

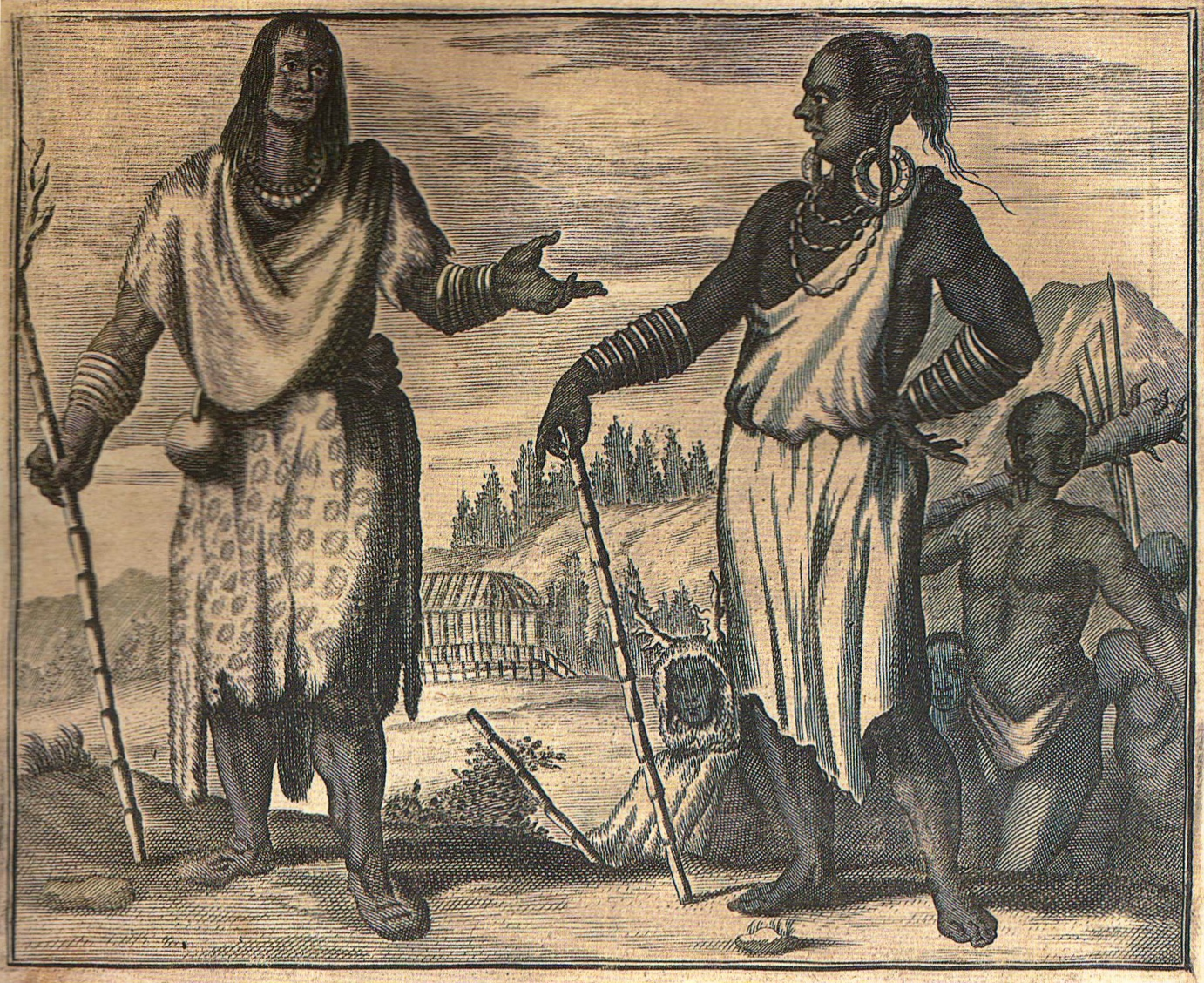
Голландская зарисовка аборигена Сирая (1670)

В южной части острова вокруг города Тайнань на Тайване обосновались голландцы (1623—1662), а в северной — испанцы (1626—1642), однако испанцы не смогли удержаться и к тридцатым годам были в значительной мере вытеснены. Испанцы почти не оставили на острове существенных следов, однако голландцы установили систему налогов, открыли школы и церкви во многих деревнях аборигенов.
Обосновавшись вокруг гавани в городе (Аньпин), голландцы смогли установить торговые отношения с племенем сирая и деревней Саккам. Скоро началась война между различными группами деревень сирая — деревня Синкан (Синьши) против Мадоу, в войну включились другие деревни. В 1629 году голландский отряд, отправившийся в поход против ханьских пиратов, был уничтожен жителями Мадоу, и против голландцев взбунтовались другие деревни. В 1635 году голландцы прислали подкрепление из Джакарты и сожгли деревню Мадоу. Так как это была самая сильная деревня, другие группы аборигенов сразу стали предлагать голландцам мир, в том числе за пределами земель сирая. Это привело к консолидации аборигенов и прекратило войны между деревнями. Голландцы в период мира стали строить школы и церкви, пытаясь обращать аборигенов в христианство. Голландцы ввели письменность для аборигенов (Синьганское письмо) на языке сирая.
Голландцы организовали заготовку оленьих шкур, которые поставляли аборигены для китайских торговцев, но к 1642 году потребность в шкурах резко уменьшилась. Аборигены вынуждены были менять род деятельности и заниматься сельским хозяйством для самообеспечения.
В это время стали появляться группы китайских поселенцев, занимавших плодородные земли. Те китайцы, которые поселялись в деревнях сирая, назначались голландцами для административной деятельности и сбора налогов.
В 1662 году китаец Коксинга поднял восстание и выдворил голландцев, создав государство Дуннин. Это государство стало строить дороги, школы и заботиться о благополучии аборигенов. В школах преподавались классические конфуцианские сочинения.

### Китайское заселение Тайваня
С 1683 года Тайвань был присоединён к империи Цин. За 200 лет цинского господства население острова резко возросло, однако культура аборигенов во многом утратилась, в частности за счёт смешанных браков, дети которых признавались китайцами. Китайское правительство признало за аборигенами права на оленьи пастбища, однако процесс вытеснения аборигенов постепенно набирал силу. Бунты и восстания происходили очень часто — через каждые три-пять лет.
Многие равнинные аборигены переместились в горные районы, уходя от китайцев. В это время китайские и европейские этнографические экспедиции исследовали горы и обычаи горных аборигенов.

### Японское господство
После японо-китайской войны 1894—1895 годов, по условиям Симоносекского мирного договора, Тайвань перешёл под управление японской администрации. Японское господство продолжалось вплоть до 1945 года. Обосновавшись на острове, японцы начали широкомасштабное изучение племён аборигенов, которых они называли «такасаго» (японское чтение китайского «гаошань»), были проведены научные исследования и классификации. В результате японцы смогли установить контроль над всем островом. Нередко японцам приходилось преодолевать упорное сопротивление: для подавления племени тарокко им пришлось применять газы и самолёты. Наиболее известен происшедший в 1930 году конфликт народа седик с японцами — инцидент в регионе Ушэ. Данное историческое событие легло в основу фильма «Воины радуги» тайваньского режиссёра Вэй Дэ-шэна.
Во время Второй мировой войны некоторые деревни японцы преобразовали в военизированные лагеря, готовя местное население воевать в японской армии. Из аборигенов были сформированы две рейдовые роты под командованием японских офицеров, принимавшие активное участие в сражениях на Тихом Океане, в частности, на Новой Гвинее и Филиппинах, а также во время рейда на американский аэродром Брауэн. В ходе этого рейда отряд смертников-тайваньцев под наименованием «группа Каору» должен был взорвать находившиеся на аэродроме американские самолёты; выполнить задачу удалось лишь частично. В целом, отряды «такасаго» во время боёв отличились высокими боевыми качествами.

### Власть Гоминьдана
Правительство Гоминьдана, обосновавшись на Тайване, провело школьную реформу в сторону китаизации аборигенов, которые стали изучать гоюй и китайскую историю. Культура коренных народов подавлялась (запрет на использование родного языка в школах и других учебных заведениях) или игнорировалась. Поощрялись, как и в цинское время, смешанные браки, нередко китайские солдаты покупали себе жён из бедных семей аборигенов, дети от смешанных браков считались китайцами.
В школах изучалась легенда об У Фэне, демонстрирующая преимущества китайской цивилизации.
Самосознание и самоотождествление аборигенов стало подниматься по мере развития демократии, с семидесятых и особенно восьмидесятых годов. В конце XX века движение за права коренных народов приобрело политические формы, после чего были приняты правительственные меры по признанию аборигенных народов и сохранению их культурного наследия.

### Официальное признание коренных народов
В 1996 году была создана правительственная организация — Комитет по делам аборигенных народов (КДАН) Исполнительного Юаня КР (Тайвань). Одной из первых задач комитета было выявление и регистрация аборигенных народов. Для официального признания требовалось пройти определённые формальные процедуры. Те общины, которые смогли пройти официальное признание Совета, получили определённые права и льготы, официально закрепив свою национальную идентичность. К июню 2017 года получили официальное признание 16 коренных народов.
Для того, чтобы пройти официальное признание, необходимо, в частности, чтобы в племени имелись генеалогические данные, имелась история, велась регулярная общественная деятельность и поддерживался собственный язык. Так как за годы колониального господства ряд племён не вели документации, а собственные языки забывались и не поддерживались, для многих племён получение официального признания оказывается очень трудной задачей. Однако современное повышение интереса к этнографии и развитие этно-туризма поощряют племена активно искать своё культурное наследие и восстанавливать традиции.
От имени правительства страны президент Цай Инвэнь впервые принесла официальные извинения коренным народам Тайваня, выступив с речью 1 августа 2016 года, в официально отмечаемый на Тайване День коренных народов:

«На протяжении 400 лет каждый режим, который приходил на Тайвань, грубо нарушал права коренных народов с помощью вооруженного вторжения и захвата земель. За это я приношу извинения коренным народам от лица правительства».

В 2017 году парламент по предложению Демократической прогрессивной партии и при поддержке президента Цай Инвэнь принял закон о языках коренных народов. Теперь их могут преподавать в школах — по часу в неделю и на добровольной основе. В декабре 2018 года принят законопроект о поддержке национальных языков, который утверждает равенство всех языков, на которых говорят в республике; использование национальных языков не должно быть объектом дискриминации или подвергаться ограничениям. Законопроект также предусматривает поддержку печатной продукции, кинофильмов и телепередач на языках Китайской Республики. Президент Цай считает, что за последние годы был достигнут огромный прогресс в деле реализации политики актуализации этнической проблематики.
Среди равнинных аборигенов только кавалан и сакидзая смогли получить официальное признание. Остальные 14 официально признанных племён принадлежат к горным аборигенам.
Признанные 16 коренных народов: амис, атаял, бунун, кавалан, пайвань, пуюма, рукай, сайсият, ями (тао), тхао, цоу, труку, сакидзая, седик, хла’алуа, канаканаву.